# Johann Gottlieb Graun
Johann Gottlieb Graun (Wahrenbruck, 28 ottobre 1703 – Berlino, 27 ottobre 1771) è stato un compositore tedesco.

## Biografia
Maestro di concerto alla reale cappella di Berlino, nato a Wahrenbruck, presso Dresda verso il 1703. Era il secondo dei fratelli Graun. Suo padre l'inviò nel 1713, con il fratello cadetto Carl Heinrich alla scuola di Santa Croce a Dresda. Lasciò questa scuola nel 1720 e continuò in seguito a Dresda i suoi studi, sia di composizione che di violino, sotto la direzione del celebre Pisendel. Per perfezionarsi ulteriormente, visitò poi l'Italia, dove fece la conoscenza di Tartini, del quale adottò la tecnica violinistica. Nel 1726 fu chiamato da Dresda a Merseburgo. Lasciò tuttavia questa città l'anno seguente per entrare al servizio del principe di Waldeck, che abbandonò per passare, poco tempo dopo, al principe reale di Prussia a Ruppin. Ottenne in seguito il titolo di maestro di concerto, carica che conservò, con somma soddisfazione del re e di tutti quelli che lo conoscevano, fino alla sua morte, avvenuta il 27 ottobre 1771.

## Considerazioni sull'artista
Era uno dei più grandi virtuosi e dei migliori compositori del suo tempo. Le sue opere di cui, vivente l'autore, furono stampate solo 6 sonate per violino e basso continuo a Merseburgo nel 1726, consistono per la maggior parte in sonate a 3 (142) e sinfonie (97), ma quelle che vengono più stimate sono i concerti doppi e singoli, di cui 60 solo per violino.

## Opere
- 6 sonate per violino e basso continuo
- 142 sonate a 3
- 97 sinfonie
- 17 ouverture francesi
- 8 concerti grossi
- 1 suite
- 60 concerti per violino e orchestra
- 6 concerti per 2 violini e orchestra
- 5 concerti per flauto e orchestra
- 2 concerti per viola da gamba e orchestra
- 2 concerti per oboe d'amore e orchestra
- 2 concerti per clavicembalo e orchestra
- 1 concerto per oboe e orchestra
- 1 concerto per fagotto e orchestra
- 1 concerto per violoncello e orchestra
- 3 quintetti
- 6 quartetti
- 2 trii
- 1 messa
- 11 cantate
- 5 lieder
- 2 ariette
- 1 canzonetta